# Paul Collowald
Paul Collowald (24. června 1923 Wissembourg, Porýní, Francie – 
8. července 2025, Bruselský region, Belgie)  je francouzský novinář, bývalý generální ředitel pro informace Evropské komise a Evropského parlamentu a ředitel kabinetu předsedy Evropského parlamentu Pierra Pflimlina.

## Profesní kariéra
Paul Collowald zahájil svou profesní kariéru v roce 1946 jako novinář v deníku Nouvel Alsacien. V roce 1952 se stal štrasburským korespondentem deníku Le Monde pro regionální a evropské záležitosti. Od roku 1949 je Štrasburk sídlem Rady Evropy a od roku 1952 i Společného shromáždění Evropského společenství uhlí a oceli (ESUO). Paul Collowald tak byl privilegovaným svědkem prvních úspěchů a neúspěchů evropské konstrukce: zahájení ESUO, neúspěchu Evropského obranného společenství (EDC) a implicitně i Evropského politického společenství (EPC), obnovení Messiny a podpisu Římských smluv.
Evropská kariéra Paula Collowalda začala v Lucemburku v dubnu 1958, kdy byla pod vedením Jacquese-René Rabierazřízena Společná informační služba vedoucích pracovníků tří Evropských společenství (Vysoký úřad ESUO a Komise pro společný trh a Euratom).
V říjnu 1959 odjel Paul Collowald z Lucemburku do Bruselu, kam ho povolal Robert Marjolin, místopředseda Hallsteinovy komise (1958–1967), aby se stal jeho mluvčím a podílel se na organizaci tiskové služby Komise. V roce 1967, po sloučení výkonných orgánů Společenství, byl jmenován zástupcem mluvčího Služby mluvčích a byl také mluvčím Raymonda Barreho, místopředsedy Evropské komise. V roce 1973, v době prvního rozšíření Společenství, se Paul Collowald stal ředitelem Generálního ředitelství pro informace Evropské komise.
Po 25 letech práce v Evropské komisi nastoupil Paul Collowald do Evropského parlamentu do kabinetu předsedy Evropského parlamentu Pierra Pflimlina (1984–1987). Ředitelem se stal v roce 1986 a svou profesní kariéru ukončil v roce 1988 jako generální ředitel pro informace a vztahy s veřejností Evropského parlamentu.

## Funkce a mandáty
- Čestný předseda Sdružení Roberta Schumana[5] (Scy-Chazelles)[6]
- Místopředseda Evropského střediska Roberta Schumana[7] (Scy-Chazelles)[8]
- Člen Rady Nadace Jeana Monneta (Lausanne)[9]

## Ocenění
- Důstojník Čestné legie
- Zlatá medaile Evropského parlamentu
- Zlatá medaile Roberta Schumana
- Zlatá medaile za evropské zásluhy

## Životopisy a memoáry
- SABINE, Menu. Paul Collowald, pionnier d'une Europe à unir. Une vie à dépasser les frontières [online]. Peter Lang, 2018. (francouzština)[10]
- ALLAUX-IZOARD, Sophie (vedla rozhovor). J'ai vu naître l'Europe : De Strasbourg à Bruxelles le parcours d'un pionnier de la construction européenne, předmluva Jacques Delors [online]. La Nuée Bleue, 2014. (francouzština)[11]

## Publikace

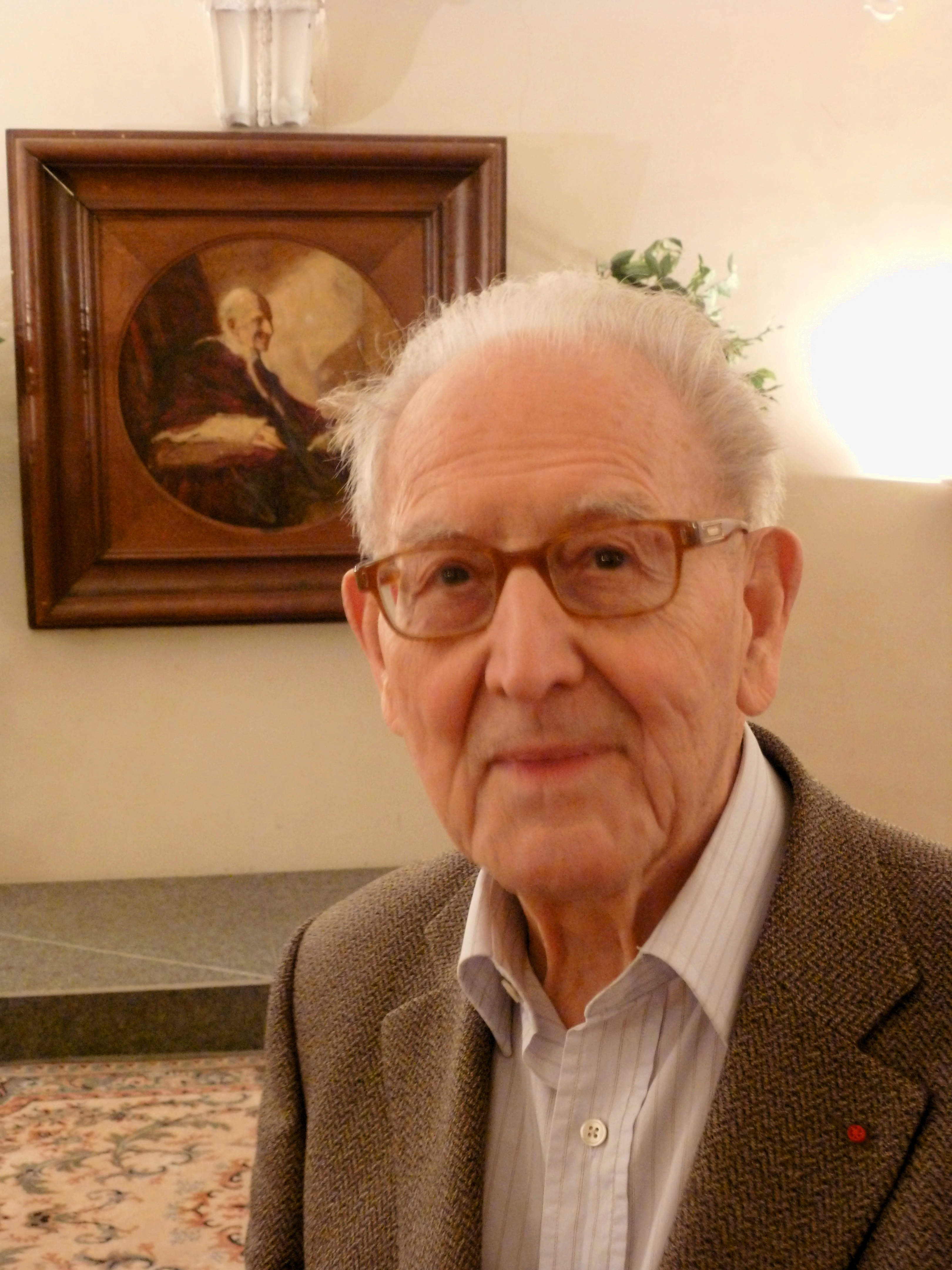
Paul Collowald v říjnu 2014

Četné články v knihách a v belgickém, francouzském a německém tisku, předmluvy ke knihám, přednášky:
- « A 97 ans, ce pionnier de l'Europe se souvient avec émotion de la déclaration Schuman », L'Express, 9 mai 2020.
- « Souvenirs d'un témoin », éd. du Diocèse de Strasbourg, Calendrier Sainte Odile 2018.
- « 14 juillet 1946 : Winston Churchill à Metz », Renaissance du Vieux Metz et des Pays Lorrains, n° 178-179, 2016. (http://rvmpl.fr/?page_id=872)
- Robert Schuman, hier et aujourd'hui (conférence), Metz, 2013.
- « L'hymne européen: histoire d'un symbole inachevé... », Europe en Hymnes: Des hymnes nationaux à l'hymne européen, Silvana Éditoriale, 2012, s. 108.
- Peter Lang, « État des lieux et perspectives européennes », dans Quelles architectures pour quelle Europe ? Des projets d'une Europe unie à l'Union européenne (1945-1992), 2010, s. 15-30.
- « L'Europe, nécessité et... passion », Pierre Pflimlin : alsacien et européen, éd. Coprur, 2007, s. 29-43.
- « Le 9 mai 1950 : une date historique », dans Symposium international pour célébrer le 60. de la Déclaration du 9 mai 1950 de Robert Schuman : 'L'Europe d'aujourd'hui, l'Europe du futur', 2007 s. 71-78.
- « Tout se joue dans les commencements », dans Conférence européenne internationale pour célébrer le 50. anniversaire des Traités de Rome et le 25 de l'Institut Robert Schuman pour l'Europe, 2007, s. 70-77.
- De la Déclaration Schuman (9 mai 1950) à la Déclaration de Laeken (15 décembre 2001) : Les mots qui font et défont l'Europe, Institut d'Études Européennes, Document n. 26 , octobre 2002, s. 15.
- « Robert Schuman ou l'obsession magnifique : l'Europe », La Vie : Ces chrétiens qui ont fait l'Europe (hors série), 2000, s. 32-39.
- « Sur les traces de Robert Schuman », Robert Schuman : artisan de l'Europe, éd. Coprur, 2000.
- « D'azur et de joie: Contribution à l'histoire du drapeau et de l'hymne de l'Europe », Revue d'Alsace, n° 125, 1999.[12]
- Peter Lang, « 'La trajectoire' Strasbourg-Luxembourg-Bruxelles », dans Naissance et développement de l'information européenne, 1993, s. 33-48.
- « La politique régionale et les médias », Lettre de l'Ocipe : Objectif Europe, 1982, s. 10-18.
- « Pour une nouvelle ambition française et européenne », Le Monde, 1 avril 1976
- « Robert Schuman », dans Europe Unie 1949-50, éd. Alsatia, 1949, s. 87-93.
- avec Alain Howiller : Pierre Pflimlin, Alsacien et Européen, 2007, pour le compte du Cercle Pierre Pflimlin aux éditions Coprur-Strasbourg. (francouzsky)